# Gul larvklubba
Gul larvklubba (Cordyceps bifusispora) är en svampart som tillhör divisionen sporsäcksvampar, och som beskrevs av Ove Erik Eriksson. Gul larvklubba ingår i släktet Cordyceps, och familjen Cordycipitaceae. Arten är reproducerande i Sverige.